# Charles Alexandre de Calonne
Charles Alexandre de Calonne (Douai, 20 gennaio 1734 – Parigi, 30 ottobre 1802) è stato un politico ed economista francese; sotto Luigi XVI rivestì l'incarico di Controllore generale delle finanze di Francia.

## Servitore del Re (1763-83)
Figlio di un magistrato della corte suprema dell'Ancien Régime francese, Louis de Calonne, e di Henriette de Francqueville d'Abancourt, dopo gli studi di diritto a Parigi fece una carriera veloce e brillante al servizio della monarchia. Divenne in successione, avvocato generale al consiglio superiore dell'Artois e quindi, procuratore generale al parlamento delle Fiandre a Douai. Nel 1766 sposò Marie-Joséphine Marquet, figlia di un ricevitore generale delle finanze.
Fu autore del Regolamento del 1765 sui limiti dell'intervento dei parlamenti negli affari ecclesiastici. Nel 1766 contribuì alla redazione del discorso pronunciato da Luigi XV davanti al parlamento di Parigi nella cosiddetta "seduta della flagellazione".
Fu ricompensato per tali servizi con la nomina, nel 1766 a Metz, ad amministratore dei Trois-Évêchés, poi nel 1778 a Lilla, come amministratore di Fiandre e Artois. Nel corso dei suoi diciassette anni di mandato mostrò un notevole talento di amministratore, suggerendo nelle linee generali quei progetti di riforma che riprese in seguito su larga scala. Grazie al suo talento riuscì a crearsi degli appoggi presso la nobiltà, come quello del governatore dei Trois-Évêchés, Victor-François de Broglie, o quello del principe di Condé, che nel 1782 lo notò nel corso di un'ispezione. Divenne anche intimo sia del comandante delle Fiandre, il principe di Robecq, sia del duca di Guiche, genero della duchessa de Polignac.
Calonne dimostrò la sua fedeltà al re e, nonostante mostrasse nelle sue azioni assenza di scrupoli, acquisì negli ambienti della nobiltà francese una notevole reputazione. Estremamente dotato, intelligente, veloce e sicuro nel giudizio, era anche eloquente, incantevole, seducente e di temperamento spensierato, al limite del cinismo.

## Controllore generale delle finanze (1783-87)
Calonne in realtà ambiva alla più elevata posizione dell'Amministrazione finanziaria francese, quello di controllore generale delle finanze, nella disperata ricerca ad una soluzione all'enorme e crescente deficit nazionale. Egli infatti nel 1781 fu fra coloro che complottavano per ottenere le dimissioni di Jacques Necker.
I suoi sostegni in seno alla corte giunsero a creare in suo favore presso il popolo se non un movimento di opinione, un'attesa e anche un'infatuazione. Il presidente Nicolaï lo notò ricevendo il giuramento del nuovo ministro davanti alla Camera dei conti: "Da molto, Signore, l'opinione pubblica vi elevava al ministero delle Finanze." Fin dal 6 novembre 1781, i bollettini di polizia notavano che la sua nomina era ben accolta, ma osservavano che "le voci contrarie ricordano l'affare della Bretagna, e annunciano che i parlamenti non gli saranno favorevoli".
Luigi XVI, tuttavia, prevenuto contro Calonne, esitò a chiamarlo sino al 3 novembre 1783, solo dopo il clamoroso insuccesso del ministero di Ormesson. Il nuovo controllore generale dovette la sua ascesa ai solidi appoggi in seno agli ambienti finanziari grazie alla famiglia della defunta moglie. Alla corte il clan Polignac, molto legato alla regina, così come il conte di Artois, lo sostengono; in seno al governo è raccomandato da Vergennes che, dalla morte del Maurepas, era colui con maggiori possibilità d'influenza sul re per le nomine ministeriali. Una volta controllore generale, Calonne venne poi nominato ministro di Stato il 18 gennaio 1784.

## Il piano
In un discorso alla Camera dei conti il 13 novembre 1783, Calonne iniziò a parlare di un "piano di miglioramento che si fonda sulla costituzione stessa della monarchia, migliori tutte le parti senza scuoterne nessuna, rigenera le risorse, per trovare il segreto di alleggerire le tasse nell'uguaglianza proporzionale della loro ripartizione, e anche nella semplificazione della loro riscossione".
La priorità del nuovo ministro era di ristabilire il credito pubblico, dopo che le misure prese dal suo predecessore l'avevano di fatto totalmente compromesso.
Calonne era completamente ostile alle idee di Necker sulla necessaria compressione delle spese. I suoi nemici lo biasimarono vivamente, riducendo il suo ministero a una rivincita della finanza sulla banca e criticando l'abbandono delle riforme amministrative che Necker aveva intrapreso per rendere più efficace l'amministrazione e ridurre le spese inutili. La sua politica venne infatti interpretata diversamente:
- Per Louis Bianco, Calonne cercò deliberatamente di far fallire la monarchia per costringere i parlamenti e i privilegiati ad accettare una riforma radicale delle strutture economiche e finanziarie del paese.
- Per altri storici, Calonne anticipò la politica keynesiania, sforzandosi di consolidare lo sviluppo dell'industria grazie all'intervento di gruppi finanzieri potenti, raccolti intorno a lui e al Barone di Breteuil.

In realtà, Calonne cercò innanzitutto, in modo pragmatico, di ristabilire il credito per poi intraprendere una politica forsennata di prestiti, che ebbero si l'effetto di rilanciare le attività, ma anche di alimentare la speculazione. Temendo un cedimento della borsa, Calonne tentò allora di impostare una grande riforma convocando l'Assemblée des notables, ma ormai era troppo tardi.

## I successi
All'epoca della sua salita in carica, Calonne ereditava una situazione finanziaria disastrosa:
- Le entrate, valutate a 270 milioni per l'anno 1783, ammontavano solamente a 190 milioni di cui 178 anticipati.
- Gli arretrati delle rendite e i rimborsi dei prestiti ammontavano a 250 milioni.
- I debiti esigibili assommavano a 390 milioni, di cui 220 per le sole spese di guerra; la fine delle ostilità con l'Inghilterra implicava di onorare immediatamente i debiti contratti durante il conflitto.

In tali circostanze, Calonne comprese che la unica e sola risorsa consiste nel credito.

### Il recupero del credito dello Stato
Per rassicurare i finanzieri, Calonne decise di effettuare un aumento del capitale della Cassa di sconto, portandolo a 17,5 milioni. Grazie a fondi di provenienza spagnola, il controllore generale riuscì a garantire e a tornare al corso forzoso delle banconote della Cassa di sconto, altra misura impopolare di Ormesson, e lanciare un primo grande prestito.
Nel mese di agosto del 1784 decise che il pagamento delle rendite sarebbe stato onorato solo al loro termine convenuto, una misura ritenuta apparentemente modesta. Un altro atto del Consiglio ordinò il rimborso dei rescriptions, o prescrizioni, sospese nel 1770 dall'abate Terray. Infine un editto, sempre nell'agosto 1784, creò una nuova Cassa di smorzamento che avrebbe dovuto rimborsare in 25 anni 1.264 milioni di debiti dello stato su un totale di 2.800.

### Il rilancio dell'attività economica

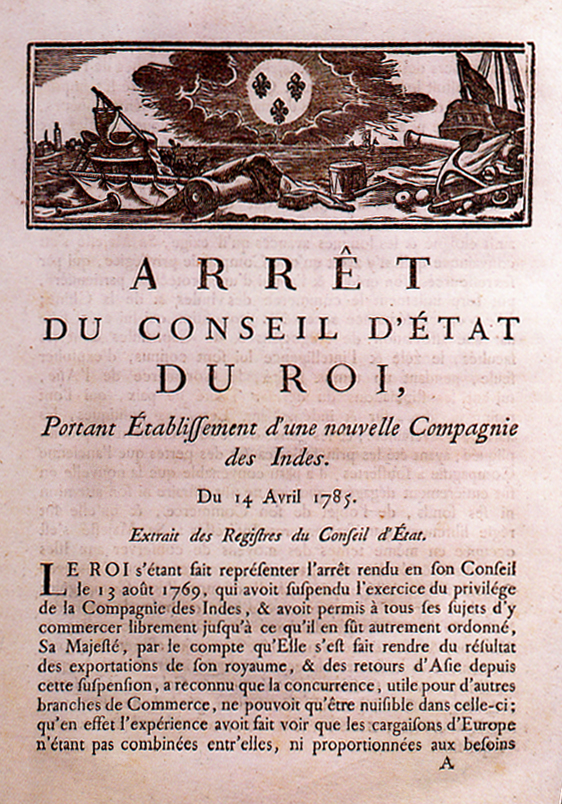
Editto per la creazione della terza Compagnia delle Indie.

Calonne prese velocemente diverse misure utili a stimolare la crescita economica:
- Un editto di creazione della terza Compagnia delle Indie.
- Le Lettere patenti dell'8 novembre 1783 prorogavano diversi diritti per consentire la costruzione di un canale in Borgogna.
- Le Lettere patenti del 1º febbraio 1784 accordavano una rimessa di 200.000 livres sul pedaggio di Mâcon, autorizzando gli stati di Mâconnais, a chiedere in prestito 320.000 livres, per migliorare la navigazione sulla Saona;
- Per facilitare il trasporto del legname nella Mosa, fece aprire nel 1786 una strada forestale di 25 chilometri che porta il suo nome, lo Scavo di Calonne.
- Dei lavori sono condotti nei porti marittimi a Cherbourg, a Dunkerque, e in parecchie altre grandi città.
- Il 17 aprile 1785 attuò, a partire da un capitale di 20 milioni, la rifondazione della Compagnia delle Indie.
- Lo sviluppo dell'industria fu incoraggiato grazie alle partecipazioni del Tesoro e alla concessione di premi o di anticipi. Calonne incitò il re, la nobiltà di corte e i finanzieri come Mégret di Sérivilly e Claude Baudard de Saint-James a sostenere gli inventori e ad investire nelle imprese industriali, come per esempio a Le Creusot .

In modo banale ma tanto più controverso, Calonne procedette a un rilancio della spesa pubblica, la quale succedette a parecchi anni di austerità. Questa politica di "denaro facile" gli permise di acquistarsi il favore della Corte: regolò i debiti enormi contratti dai fratelli del re concedegogli i mezzi per acquistare, per 6 milioni di lire, il castello di Saint-Cloud, desiderio della regina. Aumentò le spese delle feste a Versailles, in particolare i balli della corte, la musica della cappella reale, l'opera e i concerti. Inoltre vennero elargite con sconsiderata generosità pensioni e gratifiche (la metà delle pensioni concesse durante il regno di Luigi XVI avvenne durante il ministero di Calonne). L'accademia reale di musica fu particolarmente avvantaggiata, con la creazione della scuola di danza, con l'aumento delle diarie dei cantanti e con l'istituzione di una tariffa per le migliori opere liriche. Ministri e amministratori vedevano i loro crediti aumentati, ottenendo del denaro per tutti i loro progetti.

### Il trattato di commercio con l'Inghilterra
Col ritorno della pace con l'Inghilterra, fin dal mese di marzo del 1784 iniziarono i negoziati in vista della firma di un trattato di commercio. Per accelerare i negoziati, Calonne decise, nel 1785, di tassare pesantemente l'importazione delle merci inglesi. Di conseguenza, preoccupati dell'eccessiva imposizione, la controparte inglese ripres i negoziati, grazie ai quali il trattato venne firmato il 26 settembre 1786. Il trattato prevedeva una consistente diminuzione delle tasse, in particolare modo sulle importazioni di prodotti agricoli francesi in Inghilterra, offrendo nuovi sbocchi ad alcuni prodotti francesi, tra i quali il vino. Nello stesso tempo il trattato per il commercio avrebbe stimolato le esportazioni di prodotti di lusso, favorendo, in compenso e simmetricamente, le importazioni di prodotti di manifattura inglesi, ma esponendo contemporaneamente l'industria francese, ancora fragile dopo la guerra, alla concorrenza. Forse questa misura avrebbe dovuto avere l'effetto, nell'intento di Calonne, di stimolare gli industriali francesi, ma così facendo venne accusato di danneggiarli. Così certi settori, come quello della produzione di ghiaccio, ne avrebberro beneficiato, mentre l'industria tessile ne subì duramente il contraccolpo.

## Le difficoltà

### Lo squilibrio del bilancio
Mentre aumentava le spese, Calonne smentì di avere effettuato un aumento delle tasse, ma addirittura dichiarò di averle diminuite. Malgrado alcune misure di rinnovo dell'affitto della fattoria generale alle condizioni più onerose per i fermiers, le entrate diminuirono, aumentando così il deficiti delle casse del regno di Francia.
Secondo le cifre fornite da Calonne davanti all'Assemblée des notables, le spese ordinarie e straordinarie assommavano nel 1786 a 593 milioni, mentre le ricette, ossia gli introiti, si alzavano a 410 milioni, causando un deficit di 183 milioni.
Tale deficit, in realtà era finanziato essenzialmente dal prestito: in totale, Calonne chiese un prestito di 653 milioni, secondo diverse formule, tutte relativamente costose per il Tesoro, particolarmente i prestiti a lots. Questa politica suscitò delle osservazioni sempre più controverse dei corsi sovrani che costringevano il controllore generale a raddoppiare l'immaginazione per trovare dei nuovi mezzi per procurarsi della liquidità.
Contro l'aggiotaggio, Calonne cercò innanzitutto di proteggere i prestiti di Stato. Per bloccare un rialzo speculativo delle azioni della Cassa di sconto, il 24 gennaio 1785 vietò i contratti a termine. Contemporaneamente bloccò il corso delle azioni della Compagnia delle acque dei fratelli Périer e del Banco di Saint-Charles. Queste misure annientarono le speranze di guadagno degli speculatori, ma posero le premesse al fallimento di un certo numero dei grandi finanzeri che avevano investito nelle imprese industriali. Calonne fu costretto allora a sostenere, con i fondi del Tesoro, i corsi di società come la Compagnia delle acque o la nuova Compagnia delle Indie.

### La riforma monetaria del 1785
Calonne si impegna nel 1785 a realizzare la prima riforma monetaria dalla stabilizzazione delle monete realizzate da Il Peletier dei Forti nel 1726. Per limitare i traffici, il rapporto tra il valore dell'oro e il denaro viene allineato sul corso spagnolo. Questo venne realizzato diminuendo il valore dei marchi d'oro.
Questa riforma doveva inoltre creare un beneficio al Tesoro reale, circa 3 milioni, e doveva sostenere i prestiti di stato, ma lese l'interesse di numerosi ricchi e notabili. Inoltre, per alcuni versi, fu male eseguita. In definitiva, tale riforma suscita numerose lamentele, per cui Calonne viene accusato anche di frode di fronte al Parlamento.

### La ribalta dell'opinione
Lo stato di grazia di Calonne durò poco meno di un anno. L'opinione pubblica francese dell'epoca, all'inizio ritenne molto positiva la nomina di Calonne, ma nei primi mesi del 1785 le opinioni negative iniziarono a prevalere. La causa ha origine dalla convergenza di diversi fattori: primo, la riforma monetaria suscita malcontento, secondo, i parlamenti si oppongono ai prestiti, in particolare a quello approvato alla fine del 1785, terzo, il clero si preoccupa di progetti di tassazione dei beni della chiesa, quarto, le camere di commercio protestano contro il trattato di commercio franco-britannico, infine, quinto e ultimo, una parte della finanza, scontenta delle misure prese per lottare contro l'aggiotaggio, indirettamente abbandona l'appoggio a Calonne. Tutti questi fattori contribuiranno progressivamente ad alienarsi tutti i suoi principali sostegni. Infine, avendo perso anche l'appoggio dell'opinione pubblica, non tarderà a perdere la fiducia di Luigi XVI.

## La caduta
Calonne si trova costretto a realizzare delle riforme strutturali nello stesso momento in cui perde il sostegno dell'opinione pubblica. Nel 1786, la situazione delle finanze appare catastrofica, difatti il deficit previsto per 1787 supera 100 milioni, mentre i parlamenti rifiutano un nuovo prestito.

### Il progetto di sovvenzione territoriale
lI 20 agosto 1786, Calonne e il suo principale collaboratore Talleyrand, inviano a Luigi XVI il progetto di un piano di miglioramento delle finanze che propone di "ravvivare lo stato intero per la rifusione di tutto ciò che ci sono di viziosi nella sua costituzione." Si tratta di sopprimere le dogane interiori, di sopprimere le tratte, di ridurre la taglia, di sostituire le corvé con una prestazione in argento, di trasformare la Cassa di sconto in una banca di stato particolare e soprattutto di approvare nuove tasse, tassando le proprietà della nobiltà e del clero.
Il punto centrale del progetto della riforma fu la creazione di una "sovvenzione territoriale", una tassa unica che avrebbe dovuto sostituire il ventesimo, che avrebbe dovuto colpire soprattutto tutti i redditi fondiari senza distinzione di privilegi. A differenza del ventesimo, in principio provvisorio, la sovvenzione territoriale deve essere continua. Ma in particolar modo, mentre con il ventesimo si risparmiavano i riscatti, gli abbonamenti e le esenzioni, la sovvenzione territoriale sarebbe stata pagata da tutti senza eccezione. Infine, mentre il ventesimo era basato sulle dichiarazioni dei contribuenti, la sovvenzione sarebbe stata ripartita dalle assemblee provinciali. Queste istituzioni avrebbero dovuto essere alla cima di una piramide di assemblee locali: assemblee parrocchiali e municipali, assemblee di distretti, elette dai contribuenti.
Mentre Necker manteneva la distinzione dei tre ordini nelle assemblee locali, Calonne, come Turgot, augurava la libertà del commercio interno ed estero, la soppressione delle corvé e delle limitazioni interne. Del resto, uno dei principali redattori del progetto fu Pierre Samuel Dupont de Nemours, vecchio collaboratore di Turgot.

### L'Assemblée des notables
Calonne prevede che la principale opposizione al suo piano verrà dai parlamenti; per sormontarla, ha intenzione di sottomettere il suo progetto all'Assemblée des notables. Tale azione è contraddittoria: essendo composta principalmente da grandi proprietari fondiari, una tale assemblea sarà chiaramente ostile al suo progetto. Ma, secondo le leggi fondamentali del regno, il Re non poteva creare una tassa permanente senza una consultazione: quindi l'Assemblée des notables appariva un male inferiore rispetto al rischio della convocazione degli Stati generali. Esistevano dei precedenti del resto, l'ultimo risalente a Richelieu nel 1626.
L'Assemblée des notables comprendeva sette principi di sangue, sette arcivescovi, sette vescovi, sei duchi e pari, sei duchi non pari, otto marescialli di Francia, degli amministratori, dei parlamentari, dei deputati dei paesi di stati, dei rappresentanti dei corpi di città dei più grandi centri del regno per un totale di centoquarantasette persone, e la maggioranza era ostile alle riforme di Calonne.
D'altra parte, il processo di convocazione di questa assemblea fu molto lungo, lasciando all'opposizione il tempo di organizzarsi. Mentre Calonne espose il suo piano al Re, il 20 agosto 1786, si dovette aspettare il 26 dicembre 1786 affinché l'assemblea venisse convocata. Infine venne prevista per il 29 gennaio 1787, ma la sua prima riunione ebbe luogo solo il 22 febbraio 1787, a causa di un'indisposizione di Calonne.
L'assemblea costituisce sette uffici per esaminare il piano del ministro. Un solo ufficio l'approva, quello presieduto dal conte di Artois. Il primo ufficio, presieduto dal conte di Provenza, lo dichiara "incostituzionale". Gli altri, senza rigettare le riforme, le dichiarano inapplicabili, e presentano delle controproposte che la snaturano. Calonne, irritato, ordina di stampare i suoi rapporti.
Di tutti i partiti, è il clero quello che si mostra maggiormente in opposizione. I gazetiers e i libellisti, ossia i giornalisti del tempo, accusano l'Assemblée des notables di essere al soldo del potere.

### Il rinvio
Inizialmente Luigi XVI sostenne fermamente il suo ministro. Ha approvato tutti i piani presentati all'Assemblée des notables, senza mai mancare l'appoggio al controllore generale. Tuttavia, il 10 aprile 1787, senza alcuna avvisaglia, ritira brutalmente il suo sostegno, Calonne è dimissionato.
Parecchie spiegazioni sono state avanzate al brusco capovolgimento di fronte di Luigi XVI: il 13 febbraio 1787 muore Vergennes, per cui il re perde il suo sostegno; l'ostilità del barone di Breteuil verso Calonne; l'intervento di Marie-Antoinette che non ha mai molto apprezzato il controllore generale. Ma probabilmente la principale causa della disgrazia di Calonne deve essere ricercata nel clamore espresso dall'opinione pubblica.
Di fatto, quando la notizia delle sue dimissioni si diffonde, la gioia è generale a Parigi, dove lo si accusava di volere aumentare le tasse, dal popolo soprannominato il "Signore Déficit". In realtà il suo piano audace di riforme avrebbe potuto salvare forse la monarchia, solo se fosse stato sostenuto fino alla fine dal Re.

## Gli ultimi anni (1787-1802)
Dopo essere stato costretto alle dimissioni, Calonne si ritira nel suo castello di Berny, prima di essere esiliato nella sua terra di Hannonville, nel lorenese. Temendo che i parlamenti ordinassero il suo arresto a proposito della riforma monetaria del 1785 nella quale fu accusato di malversazioni, Calonne lascia la Francia per l'Inghilterra dove venne accolto molto bene. Arrivato a Londra all'inizio del mese di agosto 1787, si installa a Hyde Park in compagnia di suo fratello, l'abate di Calonne, di due segretari, di un interprete e di tre valletti. Il Re si sforza allora di calmare il gioco rievocando il suo processo davanti al Consiglio.
Per tentare di ristabilire la sua reputazione, Calonne si assicura il concorso del libellista Charles Théveneau di Morande, anch'egli rifugiatosi in Inghilterra, riacquistando dei documenti compromettenti riguardanti i coniugi La Zolla, agenti dell'affare della collana della regina, anch'essi a Londra. Parallelamente, pubblica di numerose memorie per giustificarsi, rispondere agli attacchi di Necker, e, a partire da 1789, commentare l'evoluzione della situazione politica in Francia.
Sebbene ostile alla convocazione degli Stati generali e al raddoppio del terzo stato, Calonne ritorna in Francia il 30 marzo 1789 per presentare la sua candidatura alla deputazione del Flandre marittimo. Schernito al suo arrivo torna in Inghilterra.
Umiliato, Calonne diventa uno dei principali artigiani della controrivoluzione. Percorre l'Europa incontrando Giuseppe II di Austria e Caterina II di Russia e spende quasi tutta la fortuna che gli ha portato la sua seconda donna, una ricca vedova.